# Grand Prix moto de Malaisie 2001
Le  Grand Prix moto de Malaisie 2001 est la quinzième manche du championnat du monde de vitesse moto 2001. La compétition s'est déroulée du 19 au 21 octobre 2001 sur le circuit international de Sepang. C'est la 11e édition du Grand Prix moto de Malaisie.

## Classement final 500 cm3
| Pos. | Pilote            | Constructeur | Temps/Écart     | Grille | Points |
| ---- | ----------------- | ------------ | --------------- | ------ | ------ |
| 1    | Valentino Rossi   | Honda        | 44 min 46 s 652 | 2      | 25     |
| 2    | Loris Capirossi   | Honda        | +3 s 551        | 1      | 20     |
| 3    | Garry McCoy       | Yamaha       | +4 s 722        | 4      | 16     |
| 4    | Shinya Nakano     | Yamaha       | +5 s 005        | 6      | 13     |
| 5    | Tohru Ukawa       | Honda        | +8 s 807        | 12     | 11     |
| 6    | Àlex Crivillé     | Honda        | +12 s 192       | 11     | 10     |
| 7    | Alex Barros       | Honda        | +15 s 682       | 5      | 9      |
| 8    | Sete Gibernau     | Suzuki       | +18 s 772       | 8      | 8      |
| 9    | Noriyuki Haga     | Yamaha       | +27 s 012       | 14     | 7      |
| 10   | Carlos Checa      | Yamaha       | +28 s 812       | 13     | 6      |
| 11   | José Luis Cardoso | Yamaha       | +29 s 007       | 16     | 5      |
| 12   | Anthony West      | Honda        | +1 min 02 s 166 | 18     | 4      |
| 13   | Norick Abe        | Yamaha       | +1 min 20 s 535 | 10     | 3      |
| 14   | Brendan Clarke    | Honda        | +2 min 04 s 455 | 22     | 2      |
| 15   | Leon Haslam       | Honda        | +2 min 04 s 500 | 20     | 1      |
| Abd. | Olivier Jacque    | Yamaha       | Accident        | 7      |        |
| Abd. | Barry Veneman     | Honda        | Accident        | 19     |        |
| Abd. | Haruchika Aoki    | Honda        | Abandon         | 15     |        |
| Abd. | Johan Stigefelt   | Sabre V4     | Abandon         | 21     |        |
| Abd. | Kenny Roberts Jr  | Suzuki       | Accident        | 9      |        |
| Abd. | Kurtis Roberts    | Proton       | Accident        | 17     |        |
| Abd. | Max Biaggi        | Yamaha       | Accident        | 3      |        |

## Classement final 250 cm3
| Pos  | Pilote             | Constructeur | Temps/Écart     | Grille | Points |
| ---- | ------------------ | ------------ | --------------- | ------ | ------ |
| 1    | Daijiro Kato       | Honda        | 43 min 22 s 487 | 1      | 25     |
| 2    | Tetsuya Harada     | Aprilia      | +14 s 893       | 6      | 20     |
| 3    | Fonsi Nieto        | Aprilia      | +15 s 892       | 2      | 16     |
| 4    | Roberto Locatelli  | Aprilia      | +19 s 748       | 7      | 13     |
| 5    | Jeremy McWilliams  | Aprilia      | +35 s 867       | 9      | 11     |
| 6    | Franco Battaini    | Aprilia      | +46 s 367       | 13     | 10     |
| 7    | Naoki Matsudo      | Yamaha       | +46 s 408       | 12     | 9      |
| 8    | Alex Hofmann       | Aprilia      | +46 s 731       | 11     | 8      |
| 9    | Sylvain Guintoli   | Aprilia      | +56 s 513       | 14     | 7      |
| 10   | Roberto Rolfo      | Aprilia      | +58 s 914       | 4      | 6      |
| 11   | Marco Melandri     | Aprilia      | +1 min 00 s 301 | 8      | 5      |
| 12   | Randy De Puniet    | Aprilia      | +1 min 00 s 689 | 5      | 4      |
| 13   | Luca Boscoscuro    | Aprilia      | +1 min 09 s 730 | 15     | 3      |
| 14   | Alex Debón         | Aprilia      | +1 min 09 s 953 | 17     | 2      |
| 15   | David Checa        | Honda        | +1 min 10 s 810 | 18     | 1      |
| 16   | David Tomas        | Honda        | +1 min 10 s 847 | 23     |        |
| 17   | Riccardo Chiarello | Aprilia      | +1 min 12 s 008 | 16     |        |
| 18   | Jason Vincent      | Yamaha       | +1 min 26 s 290 | 22     |        |
| 19   | Jeronimo Vidal     | Aprilia      | +1 min 30 s 098 | 24     |        |
| 20   | David de Gea       | Yamaha       | +1 min 37 s 261 | 21     |        |
| 21   | Diego Giugovaz     | Aprilia      | +1 min 37 s 635 | 25     |        |
| 22   | Luis Costa         | Yamaha       | +1 min 49 s 118 | 26     |        |
| 23   | Shaun Geronimi     | Yamaha       | +1 tour         | 28     |        |
| Abd. | Lorenzo Lanzi      | Aprilia      | Abandon         | 19     |        |
| Abd. | Katja Poensgen     | Honda        | Accident        | 27     |        |
| Abd. | Emilio Alzamora    | Honda        | Accident        | 3      |        |
| Abd. | Sebastián Porto    | Yamaha       | Abandon         | 20     |        |
| Abd. | Shahrol Yuzy       | Yamaha       | Accident        | 10     |        |

## Classement final 125 cm3
| Pos  | Pilote               | Constructeur | Temps/Écart     | Grille | Points |
| ---- | -------------------- | ------------ | --------------- | ------ | ------ |
| 1    | Youichi Ui           | Derbi        | 43 min 21 s 269 | 2      | 25     |
| 2    | Manuel Poggiali      | Gilera       | +2 s 078        | 8      | 20     |
| 3    | Lucio Cecchinello    | Aprilia      | +2 s 196        | 3      | 16     |
| 4    | Daniel Pedrosa       | Honda        | +3 s 161        | 4      | 13     |
| 5    | Gino Borsoi          | Aprilia      | +3 s 987        | 5      | 11     |
| 6    | Toni Elías           | Honda        | +4 s 265        | 1      | 10     |
| 7    | Arnaud Vincent       | Honda        | +4 s 468        | 11     | 9      |
| 8    | Masao Azuma          | Honda        | +5 s 123        | 10     | 8      |
| 9    | Mirko Giansanti      | Honda        | +30 s 026       | 16     | 7      |
| 10   | Max Sabbatani        | Aprilia      | +30 s 292       | 7      | 6      |
| 11   | Noboru Ueda          | SR-Honda     | +30 s 417       | 13     | 5      |
| 12   | Joan Olivé           | Honda        | +30 s 684       | 14     | 4      |
| 13   | Stefano Perugini     | Italjet      | +30 s 860       | 27     | 3      |
| 14   | Alex De Angelis      | Honda        | +31 s 433       | 15     | 2      |
| 15   | Jaroslav Huleš       | Honda        | +31 s 802       | 12     | 1      |
| 16   | Simone Sanna         | Aprilia      | +33 s 406       | 9      |        |
| 17   | Ángel Rodríguez      | Aprilia      | +36 s 162       | 23     |        |
| 18   | Raul Jara            | Aprilia      | +36 s 542       | 26     |        |
| 19   | Gaspare Caffiero     | Aprilia      | +37 s 248       | 22     |        |
| 20   | Gábor Talmácsi       | Honda        | +41 s 564       | 19     |        |
| 21   | Jarno Müller         | Honda        | +41 s 660       | 20     |        |
| 22   | William de Angelis   | Honda        | +1 min 11 s 823 | 29     |        |
| 23   | Adrian Araujo        | Honda        | +1 min 34 s 039 | 30     |        |
| Abd. | Ángel Nieto Jr       | Honda        | Abandon         | 6      |        |
| Abd. | Éric Bataille        | Honda        | Abandon         | 24     |        |
| Abd. | Gianluigi Scalvini   | Italjet      | Abandon         | 21     |        |
| Abd. | Steve Jenkner        | Aprilia      | Accident        | 28     |        |
| Abd. | Jakub Smrž           | Honda        | Accident        | 17     |        |
| Abd. | Alessandro Brannetti | Aprilia      | Accident        | 25     |        |
| Abd. | Pablo Nieto          | Derbi        | Accident        | 18     |        |